# Glitterdystermal
Glitterdystermal, Argolamprotes micella är en fjärilsart som beskrevs av Michael Denis och Ignaz Schiffermüller 1775. Glitterdystermal ingår i släktet Argolamprotes och familjen stävmalar. Arten är reproducerande i Sverige. Inga underarter finns listade i Catalogue of Life.